# Vallersjön
Vallersjön är en sjö i Skövde kommun i Västergötland och ingår i Göta älvs huvudavrinningsområde. Sjön har en area på 0,142 kvadratkilometer och ligger 246 meter över havet.

## Delavrinningsområde
Vallersjön ingår i det delavrinningsområde (649229-138856) som SMHI kallar för Mynnar i Östen. Medelhöjden är 117 meter över havet och ytan är 26,33 kvadratkilometer. Räknas de 14 delavrinningsområdena uppströms in blir den ackumulerade arean 483,16 kvadratkilometer. Ösan som avvattnar avrinningsområdet har biflödesordning 3, vilket innebär att vattnet flödar genom totalt 3 vattendrag innan det når havet efter 234 kilometer. Delavrinningsområdet består mestadels av skog (35 %), öppen mark (11 %) och jordbruk (50 %). Avrinningsområdet har 0,14 kvadratkilometer vattenytor vilket ger det en sjöprocent på 0,5 %. Bebyggelsen i området täcker en yta av 0,31 kvadratkilometer eller 1 % av avrinningsområdet.